# E.Town Concrete
Gli E.Town Concrete sono un gruppo musicale rap metal statunitense, formatosi ad Elizabeth, New Jersey nel 1995.

## Storia del gruppo
Hanno acquisito notorietà col loro primo album in studio, Time 2 Shine, pubblicato nel 1998 per conto dell'etichetta discografica Resurrection A.D.. In seguito hanno fatto uscire altri lavori per conto di altre etichette cambiate più volte, tra cui Razor & Tie ed Ironbound Recordings.
Dopo essersi sciolti il 20 maggio 2006, giorno del loro ultimo concerto, il 12 ottobre 2008 hanno annunciato il ritorno in scena sulla loro pagina Myspace, confermato da alcune esibizioni allo Starland Ballroom a Sayreville, nel New Jersey, sostenute l'anno successivo. Il 13 febbraio 2010 si sono ripresentati allo Starland, insieme ad altri gruppi tra cui The Acacia Strain, Ill Bill, Reign Supreme, Razorblade Handgrenade, e poi con gli Hatebreed l'8 gennaio 2011.
Il 17 febbraio 2012 si sono ripresentati allo Starland insieme a Biohazard e Madball come gruppo di apertura, per presentare un nuovo EP. Un anno dopo si sono esibiti insieme a 40 Below Summer, Bane, Nora e Judge the Fallen.
Secondo un'intervista concessa dal cantante  Anthony Martini alla stazione radio WSOU, il 13 febbraio 2015, il gruppo è attualmente in pausa e sta lavorando a nuovo materiale discografico. Ha comunque mantenuto la tradizione di esibirsi una volta all'anno in locali del New Jersey, e di partecipare "per divertimento" ad alcuni festival locali.

## Formazione
Attuale
- Anthony Martini – voce (1995–presente)
- David "DeLux" Mondragon – chitarra (1995–presente)
- Eric DeNault – basso (1997–presente)
- Theodore "Ted P." Panagopoulos – batteria (1995–presente)

Ex componenti
- Ken Pescatore – chitarra (1995–1998)
- Henry W. Hess IV – basso (1995–1997)

## Discografia

### Album in studio
- 1997 - Time 2 Shine
- 2000 - The Second Coming
- 2003 - The Renaissance
- 2004 - Made for War